# Phenacoleachia
Phenacoleachia Cockerell è un genere di insetti, appartenente all'ordine dei Rincoti (Homoptera: Coccoidea). Il genere, comprendente due sole specie endemiche della Nuova Zelanda, è l'unico rappresentato nella famiglia dei Phenacoleachiidae.
La specie presenta caratteri intermedi fra quelli dei Coccoidei primitivi (Archeococcidi) e quelli dei Neococcidi assimilabili agli Pseudococcidi. In particolare va citata la presenza di stigmi addominali, presenti solo negli Ortheziidae e nei Margarodidae.
La femmina è di colore rossastro o bruno rossastro, ricoperta di cera cotonosa e pruinosa e da cui si irradiano filamenti di cera dai segmenti addominali. La copertura cerosa si riscontra anche negli stadi preimmaginali e nei maschi; questi ultimi con due filamenti laterali.
Le antenne sono brevi ma ben sviluppate, composte da 9-11 articoli, come ben sviluppate sono le zampe. Il rostro è suddiviso in quattro segmenti.
Praticamente sconosciuta è la biologia; si ritiene che siano ovovivipari in quanto sono stati ritrovati embrioni completamente formati nel corpo di esemplari di Phenacoleachia zealandica. Quest'ultima sarebbe associata a piante del genere Nothofagus e della famiglia delle Fagaceae, mentre Phenacoleachia australis sarebbe associata ad Asteraceae del genere Pleurophyllum. Entrambe le specie sono presenti esclusivamente nell'Isola del Sud e in alcune isole minori dell'arcipelago della Nuova Zelanda.